# Плицхаузен
Плицхаузен (нем. Pliezhausen) — община в Германии, в земле Баден-Вюртемберг.
Подчиняется административному округу Тюбинген. Входит в состав района Ройтлинген. Население составляет 9329 человек (на 31 декабря 2010 года). Занимает площадь 17,31 км².
Коммуна подразделяется на 4 сельских округа.

## География
Плицхаузен расположен между Неккаром и Шёнбухом.

## Политика

### Совет общины
Выборы 13 июня 2004 года выявили следующее распределение мест:
| Группировки                            | Процент | Число мест |
| -------------------------------------- | ------- | ---------- |
| Независимые объединения                | 36,02   | 8          |
| Беспартийные                           | 34,73   | 8          |
| Kommunale Liste umweltbewusster Bürger | 15,31   | 3          |
| ХДС                                    | 13,93   | 3          |

## Образование
- Музыкальная школа
- Начальная школа
- Неполная средняя школа
- Средняя школа